# Hamartiologia

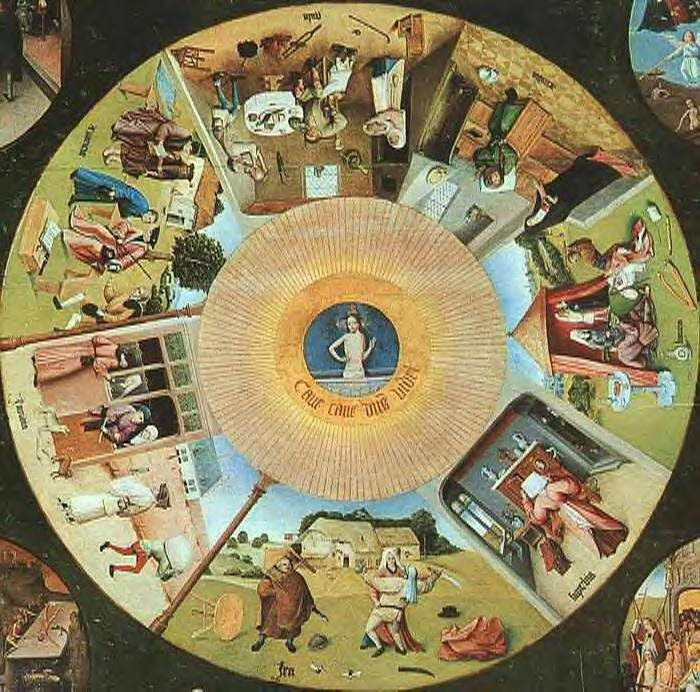
Hieronim Bosch, Siedem grzechów głównych

Hamartiologia (gr. hamartia – grzech, wykroczenie przeciwko prawu Bożemu, logos – słowo, nauka) – nauka o grzechu, teologiczna doktryna dotycząca upadku człowieka i jego moralnej kondycji egzystencjalnej, omawiana w ramach teologii biblijnej, dogmatycznej, moralnej oraz  życia wewnętrznego. 
Bada pojęcie grzechu (ujmowanego indywidualistycznie), jego istotę, podział, przyczyny oraz środki walki z nim. Podnosi także jego aspekty  społeczne i wspólnotowe oraz pojmowanie na płaszczyźnie opcji, postawy (a nie tylko poszczególnego czynu).